# 东方早报
东方早报，是中国上海的一份中文日报，成立于2003年7月7日，成立初期面向长江三角洲地区发行。总部设于上海，在北京、江苏、浙江设有记者站。该报由上海报业集团主管，定位于偏重政经报道的综合性日报，以中高端读者为主要读者对象，办报宗旨为“影响力至上”。2017年1月1日停刊。

## 历史与概况
东方早报最初由文汇新民联合报业集团和南方日报报业集团联合创办，创刊不久，南方报业集团从管理层退出。东方早报因报道风格严肃大胆、视野国际化、评论富深度而受到知识型读者的喜爱。该报不同于普通都市报，头版经常采用国际事件报道，不局限于地方性新闻。该报创刊时为大报版式，2006年10月改为小报版式。
报纸从周一到周五设有两个版面的评论栏目，对国内外社会中的问题、体制提出建议、评论。该报每周皆会推出周刊，包括周一的《艺术评论》，周二的《上海经济评论》，周六的《身体周刊》，周日的《上海书评》（注：《身体周刊》、《艺术评论》、《上海书评》已转型为新媒体，目前在澎湃新闻发布内容）。
近年来为读者所津津乐道的报道包括，率先国内报纸报道2008年中国奶制品污染事件，以及用整个头版，白底黑字大範圍留白的方式報導溫家寶總理在 2011年甬台温铁路列车追尾事故現場回答記者問。
《东方早报》是中国大陆第一批开设微博账号的媒体。截至2014年1月8日，东方早报官微已有263万人关注，人气名列媒体类第79位。此后，《东方早报》还开发了移动客户端，在微信开设公众号，拥有“自贸区邮报”、“饭局阅读”、“上海书评”、“有戏”（已更名为澎湃有戏）等四个账号。
2014年3月17日，东方早报改版，新版将加大加重新闻分析和深度化报道。当日出版的报纸头版刊载社论《报纸还没有资格死》，引发网友讨论。同年7月，由《东方早报》团队打造的澎湃新闻新媒体平台正式上线。
2016年，《东方早报》再次改版，主要措施包括减少碎片新闻、增长文章篇幅、增加内容分析、减少版面数量、减少经营压力、增加副刊比重、迎合受众心理。
2016年6月，东方早报和澎湃新闻的主要负责人邱兵离职，带领澎湃创始团队及早期运营团队中的主要力量离开，并创办短视频网站“梨视频”。此前的3月，《东方早报》副总编李鑫也已辞职，原副主编李志刚接任东方早报主编。

### 停刊
2016年12月，经上海报业集团决定，自2017年1月1日起，《东方早报》停刊，原有的新闻报道、舆论引导功能全部转移到新媒体平台澎湃新闻。据澎湃称，澎湃新闻在原创力、传播力、影响力等媒体核心指标方面都已经完全覆盖和超越了《东方早报》，《东方早报》具备了告别纸质版，实现向互联网新媒体彻底转型的条件。

## 事件

### 2012年7月整肃
2012年7月，《东方早报》社长陆炎报导被免职，副主编孙鉴亦被停职，据有关人员透露，此次整肃原因是5月份的报道中引用经济学者“约束公权力”的言论。
同一时期遭到整肃的还有广州《新快报》。

### 新闻视觉设计大赛獎
2010年美国新闻媒体视觉设计协会所舉辦第31届世界新聞視覺設計大賽上，獲得四個獎項，為中文媒體中獲獎最多的媒體。獲獎作品為：新闻版面设计优秀奖，7月23日见报A1（日全食報導）；专题报道单项优秀奖，寻找60年特刊《光阴故事》；信息图标设计个人优秀奖，《世博日报》系列制图；信息图标设计团队优秀奖，《世博日报》系列制图。